# 滇越五月茶
滇越五月茶（学名：Antidesma chonmon），为大戟科五月茶属下的一个种。

## 扩展阅读
維基物種上的相關：滇越五月茶